# Melanargia nigra-malmediensis
Melanargia nigra-malmediensis är en fjärilsart som beskrevs av Mellaerts 1926. Melanargia nigra-malmediensis ingår i släktet Melanargia och familjen praktfjärilar. Inga underarter finns listade i Catalogue of Life.